# Cnodalomyia
Cnodalomyia is een vliegengeslacht uit de familie van de roofvliegen (Asilidae).

## Soorten
- C. catarinensis Lamas & Mellinger, 2008
- C. obtusa Hull, 1962